# آنینو گیمز
آنینو گیمز (انگلیسی: Anino Games) شرکت سرگرمی فیلیپینی است، که در سال ۲۰۰۱ تأسیس شد.